# A karádi faluvégen
Az A karádi faluvégen kezdetű legénycsúfoló magyar népdalt Dávid Gyula gyűjtötte a Somogy vármegyei Karádon 1933-ban.
Feldolgozás:
| Szerző        | Mire                   | Mű                                                     | Előadás |
| ------------- | ---------------------- | ------------------------------------------------------ | ------- |
| Bárdos Lajos  | négy szólamú vegyeskar | Berecskereki menyecske (négy somogyi népdal), III. dal |         |
| Hajdu Mihály  | két szólamú női kar    | Négy népdal női karra, 4. dal                          | [ 1 ]   |
| Kocsár Miklós | vegyeskar              | Forintos nóták, 2. dal                                 |         |

## Kotta és dallam
| Száz forintért adnak egyet, sej, haj, lululululárom, milyen drága, mégis vesznek, sej, haj, lululululárom. | A karádi faluvégen sej, haj, lululululárom, legényvásár lesz a héten, sej, haj, lululululárom. | Sült krumpliért adnak egyet sej, haj, lululululárom, milyen olcsó, mégsem vesznek, sej, haj, lululululárom. |

A leányvásár vásárral, sokszor tánccal egybekötött ismerkedési alkalom volt a különböző falvakban lakó fiatalok számára.

## Felvételek
- A karádi faluvégen. Ovitévé  YouTube (2012. szeptember 25.)  (Hozzáférés: 2016. április 17.) (videó)
- A karádi faluvégen. YouTube (2014. december 15.)  (Hozzáférés: 2016. április 17.) (audió)
- A karádi faluvégén. Urbán Katalin és a Rajkó zenekar  YouTube (1964. március 18.)  (Hozzáférés: 2016. április 17.) (audió)